# Сивак Олександр Павлович
Олександр Павлович Сивак (рос. Александр Павлович Сивак; * 5 жовтня 1949, Книжківці (з 1981 року село ввійшло до складу міста Хмельницький), Хмельницька область — † 8 листопада 1990) — радянський футболіст.

## Кар'єра
Вихованець хмельницького футболу.
Воротар, грав у складі клубів: «Динамо» (Хмельницький), «Карпати» (Львів), «Локомотив» (Вінниця), «Карпати» (Мукачеве), «Металіст» (Харків). Під час служби у війську виступав за СКА (Львів) і СК «Луцьк».
Грав сміливо, мав хорошу реакцію та стрибучість.

## Досягнення
Бронзовий призер другої ліги чемпіонату СРСР: 1974